# Esther Howard
Pour les articles homonymes, voir Howard.

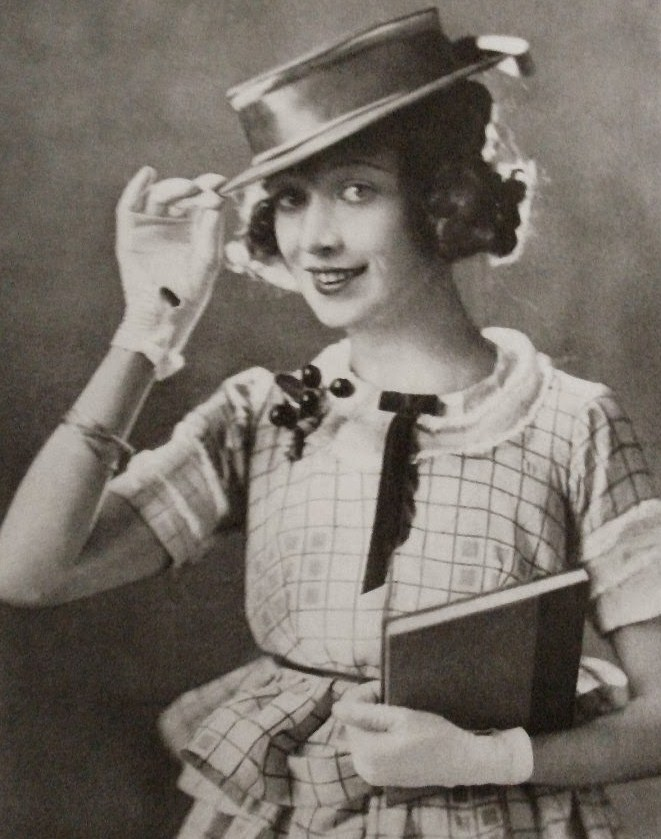
Dans la comédie musicale The Sweetheart Shop (1920, Broadway)

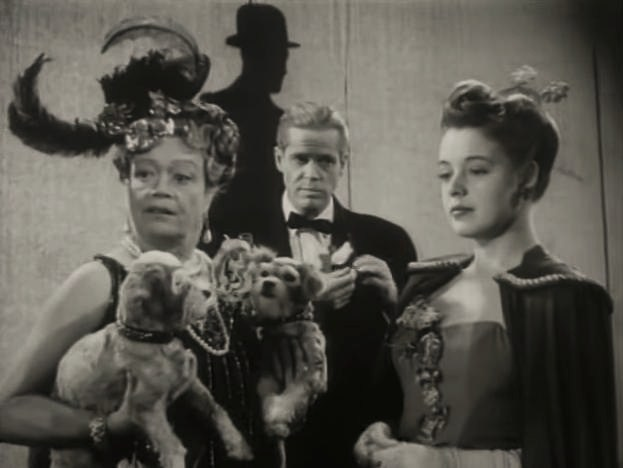
Avec Dan Duryea et Mary Beth Hughes (à d.), dans La Cible vivante (1945)

Esther Howard est une actrice américaine, née le 4 avril 1892 à Helena (Montana), morte le 8 mars 1965 à Los Angeles (quartier d'Hollywood, Californie).

## Biographie
D'abord actrice de théâtre, Esther Howard joue notamment à Broadway (New York) entre 1917 et 1929, dans cinq pièces, six comédies musicales et une revue. Citons la pièce L'Élévation d'Henri Bernstein (1917, avec Lionel Atwill et Alison Skipworth) et la comédie musicale Wildflower (en), sur une musique d'Herbert Stothart et Vincent Youmans (1923-1924, avec Charles Judels et Olin Howland).
Après ce passage à Broadway, elle poursuit sa carrière au cinéma (comme second rôle de caractère ou dans des petits rôles non crédités), avec cent-neuf films américains sortis entre 1930 et 1952, dont plusieurs réalisations de Preston Sturges.
Mentionnons Annie du Klondike de Raoul Walsh (1936, avec Mae West et Victor McLaglen), Les Voyages de Sullivan de Preston Sturges (1941, avec Joel McCrea et Veronica Lake), Adieu, ma belle d'Edward Dmytryk (1944, avec Dick Powell et Claire Trevor), Né pour tuer de Robert Wise (1947, avec Claire Trevor et Lawrence Tierney), ou encore Le Champion de Mark Robson (1949, avec Kirk Douglas et Marilyn Maxwell).
Esther Howard meurt à Hollywood en 1965, à 72 ans, d'une crise cardiaque.

## Théâtre à Broadway (intégrale)
- 1917 : Eve's Daughter d'Alicia Ramsey
- 1917 : L'Élévation d'Henri Bernstein
- 1918 : The Indestructible Wife de Fanny et Frederic Hatton
- 1919 : She Would and She Did de Mark Reed, mise en scène de John Cromwell : Pearl
- 1920 : The Sweetheart Shop, comédie musicale, musique d'Hugo Felix, lyrics et livret d'Anne Caldwell, musique et lyrics additionnels de George et Ira Gershwin : Minerva Butts
- 1921 : Sonny, comédie musicale, musique de Raymond Hubbell, lyrics et livret de George V. Hobbart : Madge
- 1923-1924 : Wildflower, comédie musicale, musique d'Herbert Stothart et Vincent Youmans (orchestrée par Robert Russell Bennett), lyrics et livret d'Oscar Hammerstein II et Otto Harbach, costumes de Charles Le Maire, direction musicale Herbert Stothart : Lucrezia La Roche
- 1925 : Tell Me More, comédie musicale, musique de George Gershwin, lyrics d'Ira Gershwin et Buddy DeSylva, livret de Fred Thompson et William K. Wells, direction musicale Max Steiner : Jane Wallace
- 1925-1926 : Sunny, comédie musicale, musique de Jerome Kern (arrangée par Robert Russell Bennett), lyrics et livret d'Oscar Hammerstein II et Otto Harbach : Sue Warren
- 1927 : Allez-oop, revue, musique de Charig et Richard Myers, lyrics de Leo Robin, livret de J. P. McEvoy
- 1928 : A Lady for a Night d'Hutcheson Boyd : Clarisse
- 1928-1929 : The New Moon, comédie musicale, musique de Sigmund Romberg, lyrics d'Oscar Hammerstein II, livret de Frank Mandel, Laurence Schwab et Oscar Hammerstein II, costumes de Charles Le Maire : Clotilde Lombaste

## Filmographie partielle
- 1931 : Le Passeport jaune (The Yellow Ticket) de Raoul Walsh : une prisonnière
- 1931 : The Vice Squad de John Cromwell : Josie
- 1931 : Pénitencier de femmes (Ladies of the Big House) de Marion Gering : Clara Newman
- 1932 : Merrily We Go to Hell de Dorothy Arzner : « Vi »
- 1932 : Winner Take All de Roy Del Ruth : Ann, l'amie de Joan
- 1932 : Rackety Rax d'Alfred L. Werker : « Sœur » Carrie
- 1933 : Le Trésor des mers (Below the Sea) d'Albert S. Rogell : Lily
- 1933 : Grand Slam de William Dieterle : Mary
- 1934 : Ready for Love de Marion Gering : Tante Ida
- 1935 : La Jolie Batelière (The Farmer Takes a Wife) de Victor Fleming : la nouvelle cuisinière de Jotham
- 1936 : Annie du Klondike (Klondike Annie) de Raoul Walsh : Fanny Radler
- 1937 : Rue sans issue (Dead End) de William Wyler : la voisine vulgaire
- 1937 : Rhythm in the Clouds de John H. Auer : Mme Madigan
- 1937 : Trompette Blues (Swing High, Swing Low) de Mitchell Leisen : une cliente du salon de beauté
- 1938 : Mam'zelle vedette (Rebecca of Sunnybrook Farm) d'Allan Dwan : la mère
- 1938 : La Ruée sauvage (The Texans) de James P. Hogan : « Madame »
- 1939 : Emporte mon cœur (Broadway Serenade) de Robert Z. Leonard : Mme Fellows
- 1940 : Gouverneur malgré lui (The Great McGinty) de Preston Sturges : Mme Juliette La Jolla
- 1941 : Les Voyages de Sullivan (Sullivan's Travels) de Preston Sturges : Miz Zeffie
- 1942 : La Blonde de mes rêves (My Favorite Blonde) de Sidney Lanfield : Mme Topley
- 1942 : Madame et ses flirts (The Palm Beach Story) de Preston Sturges : Mme Wienie King
- 1944 : Adieu, ma belle (Murder, My Sweet) d'Edward Dmytryk : Jessie Florian
- 1944 : Héros d'occasion (Hail the Conquering Hero) de Preston Sturges : Mme Noble
- 1944 : Le Grand Boum (The Big Noise) de Malcolm St. Clair : Tante Sophie
- 1944 : Miracle au village (The Miracle of Morgan's Creek) de Preston Sturges : Sally
- 1945 : Détour (Detour) d'Edgar G. Ulmer : la serveuse Holly
- 1945 : La Cible vivante (The Great Flamarion) d'Anthony Mann : Cleo
- 1946 : Dick Tracy contre Cueball (Dick Tracy vs. Cueball) de Gordon Douglas : « Filthy » Flora
- 1946 : Sans réserve (Without Reservations) de Mervyn LeRoy : Sarah
- 1946 : Une lettre pour Evie (A Letter for Evie) de Jules Dassin : Mme Edgewaters
- 1947 : Né pour tuer (Born to Kill) de Robert Wise : Mme Kraft
- 1947 : Meurtre en musique (Song of the Thin Man) d'Edward Buzzell : Sadie
- 1947 : J'accuse cette femme (Mr. District Attorney) de Robert B. Sinclair
- 1948 : La Mariée du dimanche (June Bride) de Bretaigne Windust : Mme Mitchell
- 1949 : Une femme joue son bonheur (The Lady Gambles) de Michael Gordon : la dame vulgaire
- 1949 : Hellfire de R. G. Springsteen : « Birdie »
- 1949 : Le passé se venge (The Crooked Way), de Robert Florey
- 1949 : Mam'zelle mitraillette (The Beautiful Blonde from Bashful Band) de Preston Sturges : Mme Smidlap
- 1949 : Le Champion (Champion) de Mark Robson : Mme Kelly
- 1950 : Femmes en cage (Caged) de John Cromwell : Grace
- 1951 : All That I Have de William F. Claxton : Mme Dalton
- 1952 : Rose of Cimarron d'Harry Keller : Ma Bruce
- 1952 : La Femme au masque de fer (Lady in the Iron Mask) de Ralph Murphy : Mme Duprez